# Premis Ondas 2013
Els Premis Ondas 2013 van ser la seixantena edició dels Premis Ondas, concedits el 30 d'octubre de 2013. En aquesta edició es van premiar 22 programes i professionals, i com a novetat per ser el 60è aniversari, es crea una categoria especial, dels professionals més prestigiosos del sector, que serà escollida per votació popular a través de la pàgina web de la Cadena Ser. Els guanyadors van ser Iñaki Gabilondo i el programa Un, dos, tres... responda otra vez.
La gala de lliurament de premis va tenir lloc el 19 de novembre de 2013 al Gran Teatre del Liceu de Barcelona, presentada per Àngels Barceló i Manu Carreño, amb la col·laboració de Raquel Sánchez Silva i Juanra Bonet, i amb l'humor de José Corbacho. Van actuar Miguel Poveda, Manel, Rozalén i Gloria Estefan.

## Premis nacionals de televisió
- Millor programa d'entreteniment: MasterChef (La 1).
- Millor cobertura especial o informativa: Salvados (La Sexta).
- Millor presentador: El Gran Wyoming (El intermedio, La Sexta) i Pedro Piqueras (Informativos Telecinco, Telecinco).
- Millor presentadora: María Escario (TVE).
- Millor ficció nacional: Polseres Vermelles (TV3).
- Millor intèrpret masculí de ficció nacional: Pepe Viyuela (Aída, Telecinco).
- Millor intèrpret femení de ficció nacional: Michelle Jenner (Isabel, La 1).
- Millor programa emès per cadenes no nacionals: 75 minutos (Canal Sur).

## Premis nacionals de ràdio
- Millor programa de ràdio: La competència (RAC1).
- Premi a la trajectòria professional: Julia Otero.
- Premi al millor tractament informatiu: Accident ferroviari de Santiago de Compostel·la (Radio Galicia, Cadena SER).
- Premio a la innovació radiofònica: El Extrarradio i Yu: No te pierdas nada (Los 40 Principales)
- Premi a la ràdio musical: Julio Ruiz (Radio 3).

### Premis nacionals de publicitat en ràdio
- Millor campanya de ràdio: Triple destilado (Anunciant: Jameson / Agència: Remo.
- Millor equip creatiu de publicitat en ràdio: Remo.
- Premi especial del jurat: ONCE.

## Premi Iberoamericà de ràdio i televisió
- Millor programa de ràdio: Martha Debayle (W Radio - Mèxic).
- Premi a la trajectòria més destacada de televisió: Roberto Gómez Bolaños (Televisa).

## Premis Internacionals de ràdio
- Ma Longue Marche - Radio France (França).
- Menció especial del jurat: Orphée Mécanique - Bayerischer Rundfunk (Alemanya).

## Premis Internacionals de televisió
- Mijn Vader is Arxivat 2019-05-05 a Wayback Machine. (VPRO - Països Baixos).
- Menció especial del jurat: Ten Oorlog (VRT - Bèlgica).

## Premi especial de la música
- Premi de la Música: Gloria Estefan.
- Premi a la trajectòria: María Dolores Pradera.